# بلبل‌آباد (بشاگرد)
بلبل‌آباد، روستایی در دهستان جکدان بخش مرکزی شهرستان بشاگرد در استان هرمزگان ایران است.این روستا به روستای بدون دود معروف است.

## جمعیت
بر پایه سرشماری عمومی نفوس و مسکن در سال ۱۳۹۵، جمعیت این روستا برابر با ۷۹۷ نفر (۱۷۰ خانوار) بوده‌است.